# Aud Brindley
Audley « Aud » Brindley, Jr. est un joueur américain de basket-ball, né le 31 décembre 1923 à Mineola, dans l'État de New York, et mort le 19 novembre 1957 à Stamford, dans le Connecticut. Après avoir joué, au niveau universitaire, pour le Big Green de Dartmouth, il fait partie de l'équipe des Knicks de New York lors de la première saison de la Basketball Association of America (BAA), ancêtre de la National Basketball Association (NBA), en 1946-1947.

## Biographie
Aud Brindley, Jr. passe son enfance et son adolescence à Rockville Centre, localité de Long Island dans l'État de New York.
À Dartmouth College, Brindley rejoint le Big Green, une équipe qui accueille notamment George Munroe et Jim Olsen, et qui est arrivée en 1942 en finale de la Division I du championnat universitaire NCAA (défaite 53-38 face aux Indians de Stanford menés par Howie Dallmar). L'année suivante, avec Brindley dans l'équipe, le Big Green se qualifie à nouveau pour la phase finale du championnat NCAA ; l'équipe de Dartmouth est éliminée en quart de finale par les Blue Demons de DePaul (46-35 ; 10 points de Brindley). Le Big Green remporte toutefois le match pour la troisième place de la région Est, face aux Violets de NYU (51-49 ; 8 points de Brindley).
Brindley devient capitaine du Big Green la saison suivante (1943-1944). L'équipe, où évolue également Dick McGuire, se hisse en finale de la Division I du championnat universitaire NCAA. Après avoir défait les Cardinals de l'Université catholique d'Amérique en quart de finale (63-38 ; 13 points de Brindley), Dartmouth se débarrasse des Buckeyes d'Ohio State en demi-finale (60-53), rencontre lors de laquelle Brindley inscrit 28 points, et établit le nouveau record du nombre de paniers inscrits dans un match de phase finale du championnat NCAA (13). La finale, qui oppose Darthmouth aux Utes de Utah d'Arnie Ferrin et de Wataru Misaka, se joue au Madison Square Garden devant 17 990 spectateurs, le 28 mars 1944. Les 11 points inscrits par Brindley n'empêchent pas Utah de défaire Dartmouth 42 à 40 en prolongation, les Utes pouvant compter sur 22 points d'Arnie Ferrin, élu meilleur joueur du tournoi. Au terme de cette saison 1943-1944, Brindley est nommé dans l'équipe All-America, qui distingue les cinq meilleurs joueurs du championnat NCAA. Il est, à ce jour, le dernier joueur du Big Green de Dartmouth à avoir été honoré de cette distinction.
La carrière universitaire de Brindley est ensuite interrompue par son service militaire. Dès 1943, il s'engage dans les Marines et suit le programme V-12. En 1944, il rejoint le camp d'entraînement de Parris Island, intègre les Marines avec le grade de sous-lieutenant et est envoyé à Camp Pendleton, où il devient officier formateur des nouvelles recrues. Il est démobilisé en 1946 et termine sa scolarité à Dartmouth en 1947, date à laquelle le joueur intègre la BAA, nouvelle ligue professionnelle de basket-ball, en signant chez les Knicks de New York.
Remplaçant chez les Knicks, Brindley participe à neuf rencontres en saison régulière (février et mars 1947), et trois en playoffs (avril 1947). Durant les playoffs BAA 1947, les Knicks écartent les Rebels de Cleveland en quart de finale, mais échouent aux portes des Finales : ils sont facilement éliminés par les Warriors de Philadelphie, futurs champions.
Lorsque commence la saison 1948-1949, Aud Brindley fait partie des Celtics de Troy, équipe évoluant dans la New York State Professional Basketball League. L'équipe est dissoute après quatre matches, le 12 décembre 1948. Brindley retrouve une équipe auprès des Fedoras de Danbury, dans l'Eastern Basketball League of Connecticut. En dépit des excellents résultats de l'équipe, qui occupe la tête du championnat, les Fedoras disparaissent peu avant la fin de la saison.
Après sa carrière de joueur, Aud Brindley est actif dans le secteur publicitaire. Il travaille notamment pour General Foods et Benton & Bowles.
Il meurt d'un cancer à 33 ans dans un hôpital de Stamford. Ses funérailles sont célébrées le vendredi 22 novembre 1957 à l'église presbytérienne de Noroton, à Darien, et il est inhumé au cimetière de Greenville de Uniondale, à Long Island. L'épouse de Brindley, Velma Boege-Brindley, survit presque cinquante-sept ans à son mari, et meurt à Darien le 5 octobre 2014, à l'âge de 90 ans. Elle avait fréquenté le même lycée que Brindley à Rockville Centre (South Side High School).